# Театр Лопе де Вега (Севилья)
Театр Лопе де Вега (исп. Teatro Lope de Vega) — театр в Севилье (Андалусия, Испания), расположен в здании в стиля необарокко 1929 года постройки. Изначально был сооружён для размещения экспозиций Ибероамериканской выставки, проходившей в Севилье в 1929 −1930 годах, впоследствии здание стало использоваться как театр.

## История

### Выставочный зал
При разработке проекта главный архитектор Ибероамериканской выставки Анибал Гонсалес планировал построить обычный выставочный зал, но впоследствии архитектор Висенте Травер предложил создать многофункциональный «театр-выставочный зал», подобный аналогичным сооружениям в Баден-Бадене, Монте-Карло, Ницце, Виши и Эвиане. Часть большого праздничного салона, ныне известного как Casino de la Exposición, имеет форму квадрата с центральным круглым залом, увенчанным куполом высотой 18 метров. В западной части салона располагалось помещение театра площадью 4600 м², которое может вместить 1100 зрителей.
Здание сооружено в стиле необарокко, в нём выдержаны сцена, зрительный зал, ложи, балкон, амфитеатр и галёрка.
Торжественное открытие здания состоялось в Великую субботу перед пасхой 1929 года в присутствии мэра Севильи, директора и членов оргкомитета Ибероамериканской выставки. В театральной зале была исполнена комедия «Слепое сердце» (исп. El corazón ciego) Грегорио Мартинеса Сьерры, главную роль исполнила популярная актриса Каталина Барсена. 11 октября 1929 года в этом театре состоялась премьера комедии братьев Альварес Кинтеро «Эльфы Севильи» (исп. Los duendes de Sevilla).
28 октября 1929 года театр посетили монархи Испании — король Альфонсо XIII и его супруга Виктория Евгения, которые посмотрели сарсуэлу «Гость из Севильи» (исп. El huésped del sevillano) известного комедиографа Хуана Игнасио Лука де Тены.

### Театр Лопе де Вега

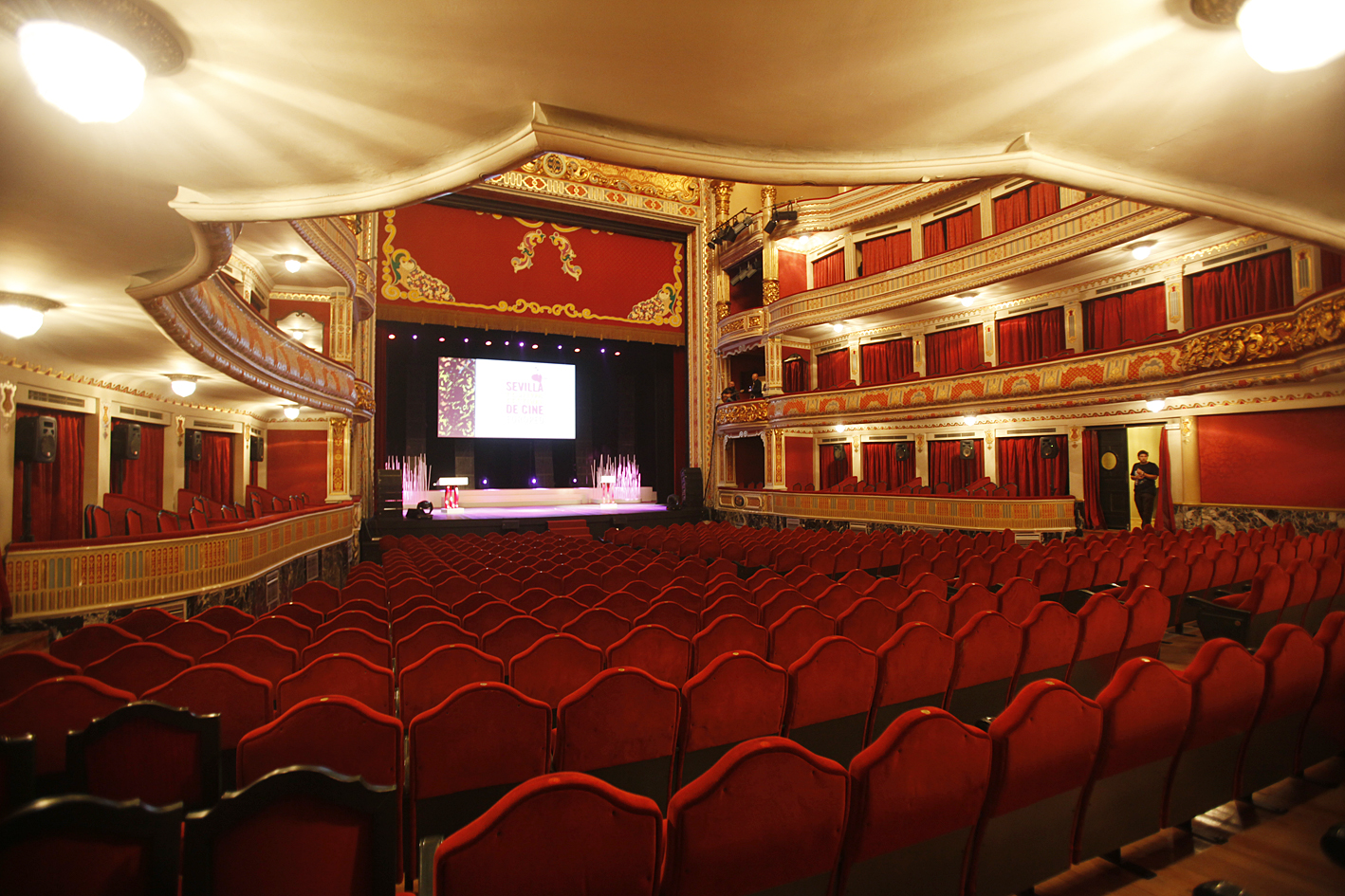
Интерьер театра.

В 1930 году, после окончания Ибероамериканской выставки здание было передано муниципальным властям под названием «Театр выставок» (исп. Teatro de la Exposición) и использовалось для демонстрации фильмов и театральных постановок. 11 апреля 1936 года он был назван «муниципальный театр Лопе де Вега» (исп. Teatro Municipal Lope de Vega). Во время Гражданской войны часть здания была занята под госпиталь, а театр был заброшен, что причинило зданию значительный урон.
19 апреля 1977 года театр был передан Министерству культуры Испании и был переименован в «Национальный театр Лопе де Вега», но в 1985 году вновь был передан муниципалитету Севильи, вернув статус муниципального театра Лопе де Вега. В 1987 году на сцене театра состоялся матч за мировую шахматную корону между Гарри Каспаровым и Анатолием Карповым. Театр был реонструирован Виктором Пересом Эсколано и вновь открылся 21 февраля 1988 года концертом Лондонского филармонического оркестра, а в следующие недели в театре выступали джазовые квартеты, проходили шоу фламенко и другие зрелищные мероприятия. В апреле 1988 года в театре Лопе де Вега был установлен светильник из севильского театра «Колизей»,который был специально восстановлен для этого электрической компанией Sevillian Electric Company, а в 2015 году реконструирован мэрией Севильи.
В настоящее время театр Лопе де Вега является одним из главных культурных центров города Севильи и имеет разнообразный репертуар, включающий пьесы, концерты классической или старинной музыки (здесь проводится самый престижный фестиваль старинной музыки в Испании), балет, оперу, джаз и фламенко. За сезон театр демонстрирует более 180 спектаклей, которые посещают свыше 100 тысяч зрителей.

## Галерея

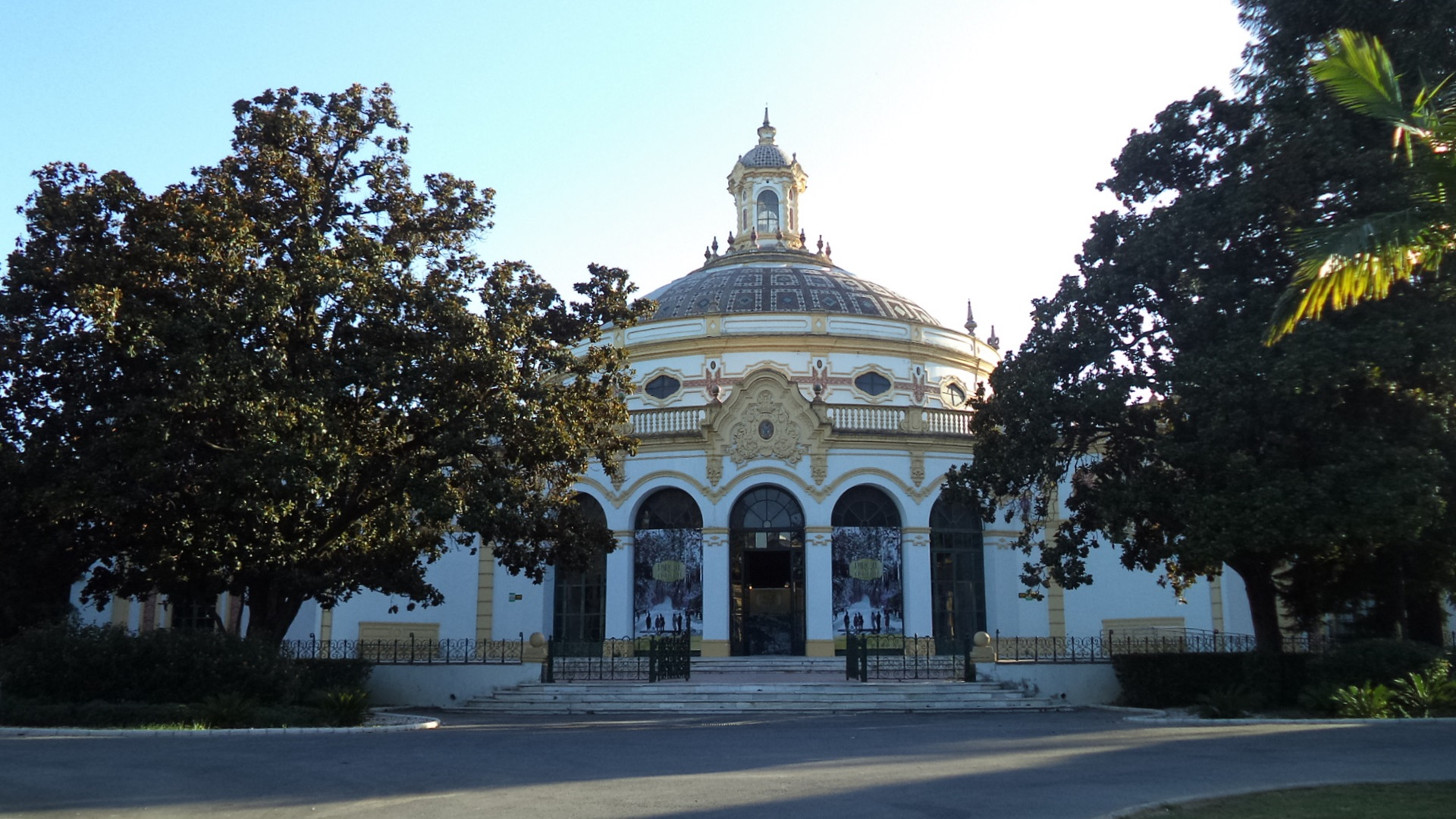
Северо-восточная часть здания, известная как Выставочный зал (исп. Casino de la Exposición).
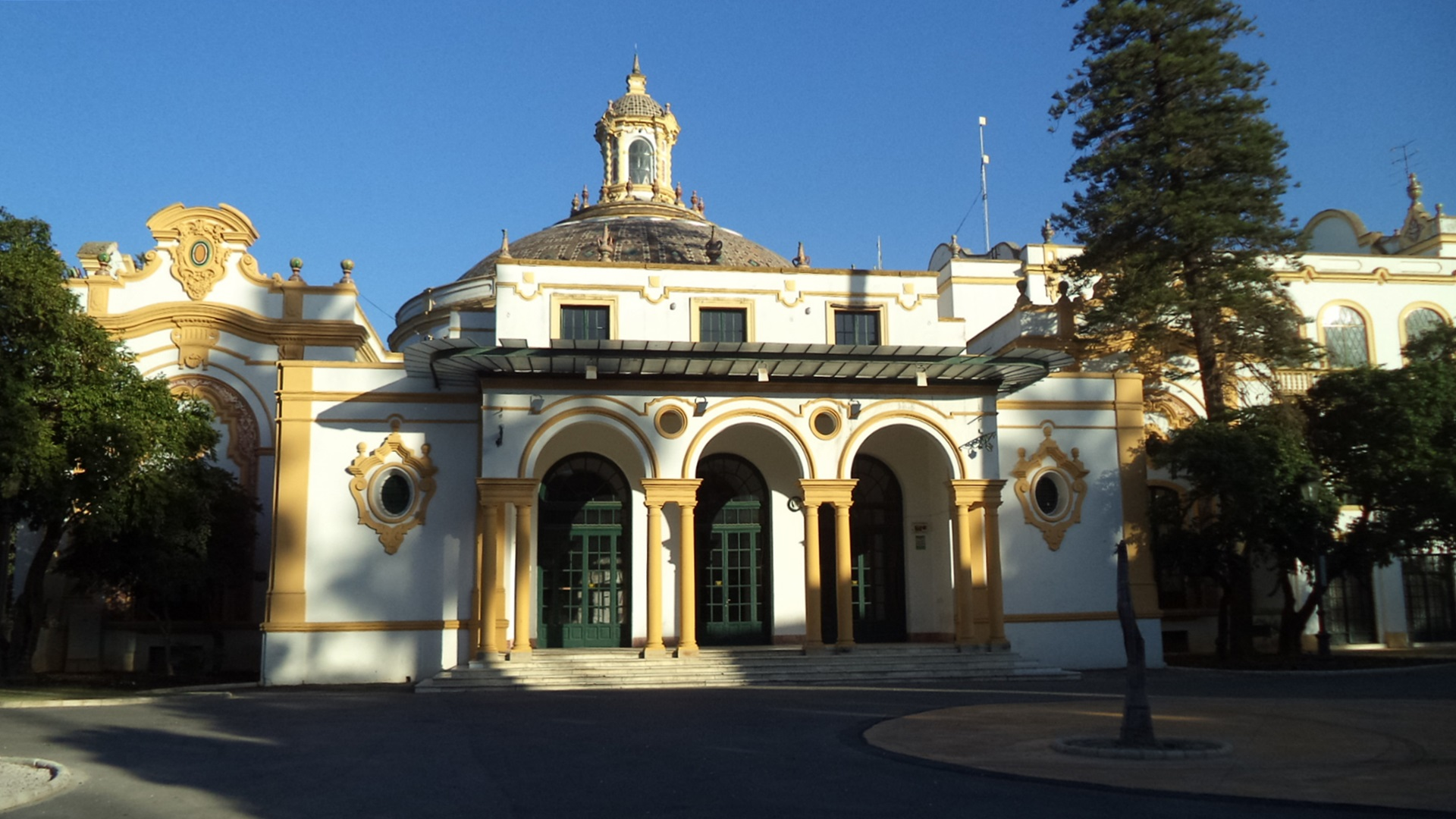
Северо-западный фасад здания.
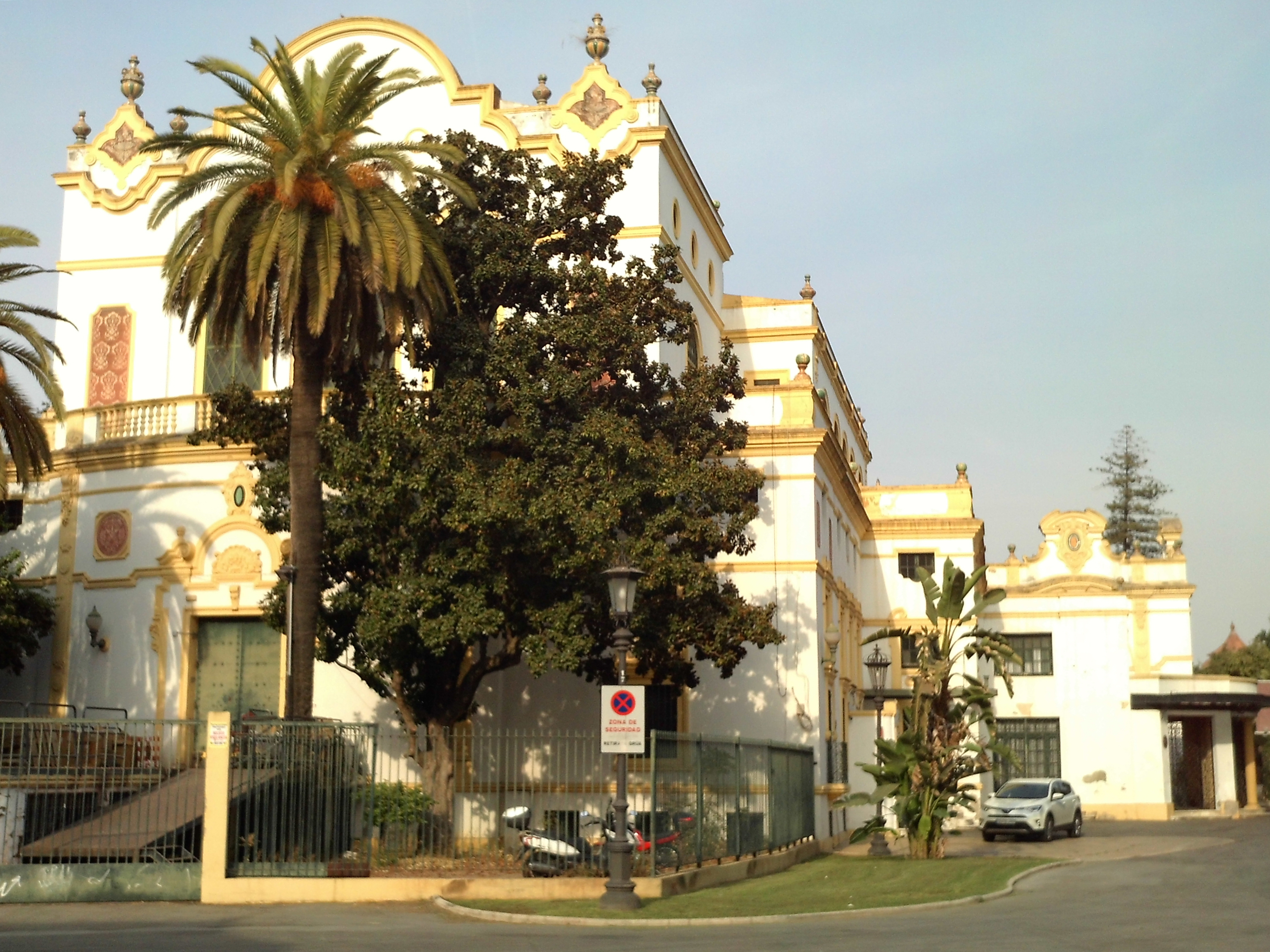
Южная часть здания, где расположен театр.